# تاریخ نیشابور (الحاکم)
تاریخ نیشابور نوشته ابوعبدالله الحاکم نیشابوری (۴۰۵–۳۲۱ هـ ق) دانشنامه‌ای به زبان عربی در معرفی شهر نیشابور، بزرگان و دانشمندان ربع و شهر نیشابور در قرن چهارم هجری قمری است. نسخه اصلی این کتاب در دسترس نیست. نسخه مختصری از اصل آن بر جای مانده‌است. مترجم و تلخیص‌کنندهٔ آن محمد بن حسین خلیفهٔ نیشابوری بوده‌است. محمدرضا شفیعی کدکنی نیز مصصح این کتاب به فارسی است.

## ساختار کتاب
بخش زندگینامه‌ها که مشتمل بر احوال دوهزار و ششصد و هشتاد تن از دانشمندان و بزرگان نیشابور است، برای مورخان ایران و اسلام، سرچشمه‌ای است که می‌تواند بسیاری از پرسش‌های بی‌پاسخ را جواب گوید و تا کسی در جستجوی این‌گونه مسائل نباشد، قدر و قیمتِ این نوع مطالب را کمتر می‌تواند دریابد.

محمدرضا شفیعی کدکنی؛ تصحیح تاریخ نیشابور، ص ۵۰

### پیش گفتار
کتاب با مقدمه‌ای دربارهٔ فضیلت خراسان و نیشابور، با احادیثی از پیامبر اسلام، آغاز می‌شود. پس از آن گفتارهایی از بزرگان دیگر در همان زمینه می‌آورد.
سپس نویسنده به معرفی بزرگانی که در عصر اسلامی از نیشابور بوده‌اند، می‌پردازد.

### بخش رجالی
در این کتاب نویسنده؛ ۲۶۸۰ تن از بزرگان برخاسته از نیشابور را در هشت طبقه دسته‌بندی کرده‌است. در این کتاب ۲۸ تن از صحابه معرفی شده‌اند و ۷۱ تن از اشراف تابعین و ۸۳ تن از اتباع تابعین و۶۱۸ تن از اتباع اتباع و ۵۱۲ تن از طبقه پنجم دانشمندان نیشابور و کسانی که بدان شهر درآمده‌اند و به نشر علم پرداخته‌اند و ۳۲۳ تن از طبقه ششم از دانشمندان ساکن نیشابور و ۹۵۰ تن از مشایخ حدیث مؤلف کتاب، که حاکم از آنان سماع حدیث داشته‌است.
در پایان این فصل، که بخشی جداگانه‌است، ۹۹ تن از کسانی را که بعد از فراغت از تألیف کتاب (رمضان سال ۳۸۸) وفات یافته‌اند و از مشایخ حدیث مؤلف به‌شمار می‌رفته‌اند بر آن افزوده و بخش رجالی کتاب را با آن پایان داده‌است.

### بخش جغرافیایی و تاریخی
محمدرضا شفیعی کدکنی، که خود مصصح این کتاب است، دربارهٔ این بخش می‌گوید:
این بخش، مهم‌ترین بخش کتاب است و از ارزش بسیار برخوردار، بیشترین اطلاعات موجود را دربارهٔ پیشینهٔ نیشابور قبل از اسلام و ساختار شهر و رُستاق‌ها و دیه‌های پیرامون آن و میدان‌ها و محلات و کوچه‌ها و مقابر و مساجد و دیگر ابنیهٔ آن در اختیار خواننده قرار می‌دهد؛ مجموعهٔ قابل ملاحظه‌ای از نام‌های جغرافیایی که اغلب آن‌ها در هیچ جای دیگر، نمی‌توان یافت و به همین دلیل ضبط دقیق ان‌ها در مواردی با دشواری بسیار روبروست.
از توضیحی که خلیفهٔ نیشابوری پس از ذکر این بخش آورده می‌توان دریافت که وی بخش زیادی از اطلاعاتی را که درین زمینه در تاریخ نیشابور حاکم وجود داشته تلخیص و گاه به کلی حذف کرده‌است؛ او می‌گوید:
در زمان حاکم این محلات معمور بوده و اوصاف بسیار هریک را فی الجملع نوشته‌است. چون حالا (قرن هشتم قمری) نیست، نبشته نشد.

## نام کتاب
آنچه بین مورخان و دانشمندان در طول سده‌ها رایج بوده، این است که نام تاریخ نیشابور یا تاریخ نیسابور است. اما نویسنده خود نام تاریخ النیسابورییّن را بر کتاب نامیده‌است.